# گراموفون
گراموفون (انگلیسی: Gramofon) شرکت نشر موسیقی بوسنیایی است، که در سال ۲۰۰۳ تأسیس شد.